# Tonje Healey Trulsrud
Tonje Healey Trulsrud (16 gennaio 1994) è un'ex sciatrice alpina norvegese.

## Biografia
Attiva in gare FIS dal novembre del 2009, la Trulsrud ha esordito in Coppa Europa il 1º dicembre 2012 a Kvitfjell in combinata (52ª). Nel 2015 ha ottenuto il suo miglior piazzamento in Coppa Europa, classificandosi 21ª nello slalom speciale disputato a Melchsee-Frutt l'8 gennaio, e ai successivi Mondiali juniores di Hafjell ha vinto la medaglia d'oro nella gara a squadre.
Si è ritirata al termine della stagione 2017-2018 e la sua ultima gara è stata uno slalom speciale FIS disputato il 6 aprile ad Aspen, che non ha completato; non ha debuttato in Coppa del Mondo né preso parte a rassegne olimpiche o iridate.

## Palmarès

### Mondiali juniores
- 1 medaglia:
  - 1 oro (gara a squadre a Hafjell 2015)

### Coppa Europa
- Miglior piazzamento in classifica generale: 156ª nel 2015

### Campionati norvegesi
- 1 medaglia:
  - 1 bronzo (supergigante nel 2014)